# Helmut Seibt
Helmut Seibt (Viena, 25 de junho de 1929 – 21 de julho de 1992) foi um patinador artístico austríaco. Ele conquistou uma medalha de prata olímpica em 1952, e uma medalha de bronze em campeonatos mundiais.

## Principais resultados

### Individual masculino
| Resultados                                            | Resultados       | Resultados        | Resultados        | Resultados       | Resultados        | Resultados       | Resultados    | Resultados    | Resultados    | Resultados    | Resultados    | Resultados    |
| Internacional                                         | Internacional    | Internacional     | Internacional     | Internacional    | Internacional     | Internacional    | Internacional | Internacional | Internacional | Internacional | Internacional | Internacional |
| Evento/Temporada                                      | 1946– 1947       | 1947– 1948        | 1948– 1949        | 1949– 1950       | 1950– 1951        | 1951– 1952       |               |               |               |               |               |               |
| ----------------------------------------------------- | ---------------- | ----------------- | ----------------- | ---------------- | ----------------- | ---------------- | ------------- | ------------- | ------------- | ------------- | ------------- | ------------- |
| Jogos Olímpicos                                       |                  | 9.º               |                   |                  |                   | Medalha de prata |               |               |               |               |               |               |
| Campeonato Mundial                                    |                  | 7.º               | 5.º               | 4.º              | Medalha de bronze | 4.º              |               |               |               |               |               |               |
| Campeonato Europeu                                    |                  | 7.º               | Medalha de bronze | Medalha de prata | Medalha de ouro   | Medalha de ouro  |               |               |               |               |               |               |
| Nacional                                              |                  |                   |                   |                  |                   |                  |               |               |               |               |               |               |
| Campeonato Austríaco                                  | Medalha de prata | Medalha de bronze | Medalha de prata  | Medalha de ouro  | Medalha de ouro   | Medalha de ouro  |               |               |               |               |               |               |
|                                                       |                  |                   |                   |                  |                   |                  |               |               |               |               |               |               |
| Legenda: Competição não foi disputada nesta temporada |                  |                   |                   |                  |                   |                  |               |               |               |               |               |               |

### Duplas com Susi Giebisch
| Resultados                                            | Resultados       | Resultados       | Resultados       | Resultados    | Resultados    | Resultados    | Resultados    | Resultados    | Resultados    | Resultados    | Resultados    | Resultados    |
| Internacional                                         | Internacional    | Internacional    | Internacional    | Internacional | Internacional | Internacional | Internacional | Internacional | Internacional | Internacional | Internacional | Internacional |
| Evento/Temporada                                      | 1945– 1946       | 1946– 1947       | 1947– 1948       |               |               |               |               |               |               |               |               |               |
| ----------------------------------------------------- | ---------------- | ---------------- | ---------------- | ------------- | ------------- | ------------- | ------------- | ------------- | ------------- | ------------- | ------------- | ------------- |
| Jogos Olímpicos                                       |                  |                  | 11.º             |               |               |               |               |               |               |               |               |               |
| Campeonato Mundial                                    |                  |                  | 13.º             |               |               |               |               |               |               |               |               |               |
| Campeonato Europeu                                    |                  |                  | 8.º              |               |               |               |               |               |               |               |               |               |
| Nacional                                              |                  |                  |                  |               |               |               |               |               |               |               |               |               |
| Campeonato Austríaco                                  | Medalha de prata | Medalha de prata | Medalha de prata |               |               |               |               |               |               |               |               |               |
|                                                       |                  |                  |                  |               |               |               |               |               |               |               |               |               |
| Legenda: Competição não foi disputada nesta temporada |                  |                  |                  |               |               |               |               |               |               |               |               |               |